# Lycenchelys parini
Lycenchelys parini är en fiskart som beskrevs av Fedorov, 1995. Lycenchelys parini ingår i släktet Lycenchelys och familjen tånglakefiskar. Inga underarter finns listade i Catalogue of Life.